# Roland Weitzenböck
Roland Weitzenböck  (Kremsmünster, 26 de maio de 1885 – Zelhem, 24 de julho de 1955) foi um matemático austro-neerlandês.
Foi desde 1940 membro correspondente da Academia de Ciências da Prússia.

## Obras
- Komplex-Symbolik. Eine Einführung in die analytische Geometrie mehrdimensionaler Räume, Göschen 1908.
- Invariantentheorie, Groningen, Noordhoff, 1923.
- Der vierdimensionale Raum, Vieweg 1929, Basel 1956.
- Neuere Arbeiten zur algebraischen Invariantentheorie. Differentialinvarianten. Enzyklopädie der mathematischen Wissenschaften, III, Bd.3, Teubner 1921.
- Differentialinvarianten in der Einsteinschen Theorie des Fernparallelismus, Sitzungsberichte Preußische Akademie der Wissenschaften, Phys.-Math. Klasse, 1928, S. 466.